# Joshua Gudnitz
Joshua Amos Gudnitz (født 19. august 2001 i Helsingør) er en cykelrytter fra Danmark, der kører for ColoQuick.

## Karriere
Gudnitz begyndte i en ung alder at køre cykelløb hos den lokale Helsingør-klub CK Kronborg. Fra 2016 til 2017 kørte han for Cykleklubben FIX Rødovre, inden det blev til to sæsoner hos Team ABC Junior. 

### Kontinentalhold
Da Joshua Gudnitz i 2020-sæsonen skulle køre sit første år som seniorrytter skrev han kontrakt med kontinentalholdet BHS-PL Beton Bornholm. Den aftale blev senere forlænget, så den også var gældende for 2021. Efter to sæsoner hos det bornholmske mandskab, gik turen fra 2022 til et andet dansk kontinentalhold, da han lavede en étårig kontrakt med ColoQuick Cycling. I november 2022 meddelte holdet at aftalen var blevet forlænget med ét år.

### World Tour
I slutningen af juli 2023 kunne det franske World Tour-hold Cofidis fortælle at man fra 1. august samme år havde indgået en stagiaire-kontrakt med den danske rytter. Det betød blandt andet at Gudnitz skal kører seks endagsløb i Frankrig og Belgien til september for det franske mandskab. Desuden skal han deltage i U23-VM og Tour de l'Avenir for det danske landshold. Ved indgåelse af aftalen med Cofidis udtalte Joshua Gudnitz at det mest ideelle for ham ville være at indgå en kontrakt med amerikanske EF Education-EasyPost.

## Meritter

### Landevej
2019
 DM i landevejscykling for juniorer
1. plads, #HurtigJoakimLøbet
2. plads, DM i enkeltstart for juniorer
2020
1. plads, #HurtigJoakimLøbet
4. plads, DM i enkeltstart for eliten
2021
2. plads,  Karma Easter Race
2022
1. plads, 1. etape ved Kreiz Breizh Elites (TTT)
1. plads, 2. afdeling ved Campione Pinse Cup
1. plads, 4. etape ved Randers Bike Week.
2023
1. plads, Eschborn-Frankfurt U23
Samlet vinder af 3 Dage i Nord
Vinder af 1. og 3. etape
1. plads, #HurtigJoakimLøbet

### Cykelcross
2018
 DM i cykelcross for juniorer
2019
 DM i cykelcross for juniorer
2020
 DM i cykelcross for U23
2021
3. plads, DM i cykelcross for U23

## Udmærkelser
- Årets cykelcrossrytter i Danmark (2019)[6]